# Stigmate
Le stigmate (grafia più moderna: stimmate; grafia antiquata: stimate) (dal greco στίγμα, stigma, che significa marchio) sono le piaghe nelle mani, nei piedi e nel costato di Gesù Cristo, provocate dai traumi subiti durante la Passione; per successiva estensione, indicano lesioni corporali che in particolari soggetti offrirebbero una riproduzione, temporanea o permanente, completa o parziale, delle piaghe di Cristo (o di altre conseguenze della Passione). In ulteriore traslato, con la parola "stigmate" si indicano i segni fisici, o psichici, o sociali, lasciati in individui o collettività da eventi avversi di varia natura.
Il termine ha origine dalla Lettera ai Galati di S. Paolo:
La Chiesa cattolica riconosce il fenomeno, ma non obbliga i fedeli a credervi con sentenza dogmatica o dottrinale. L'uso del termine "stigmatizzato" nelle lingue europee rimase raro fino al tardo XIX secolo.

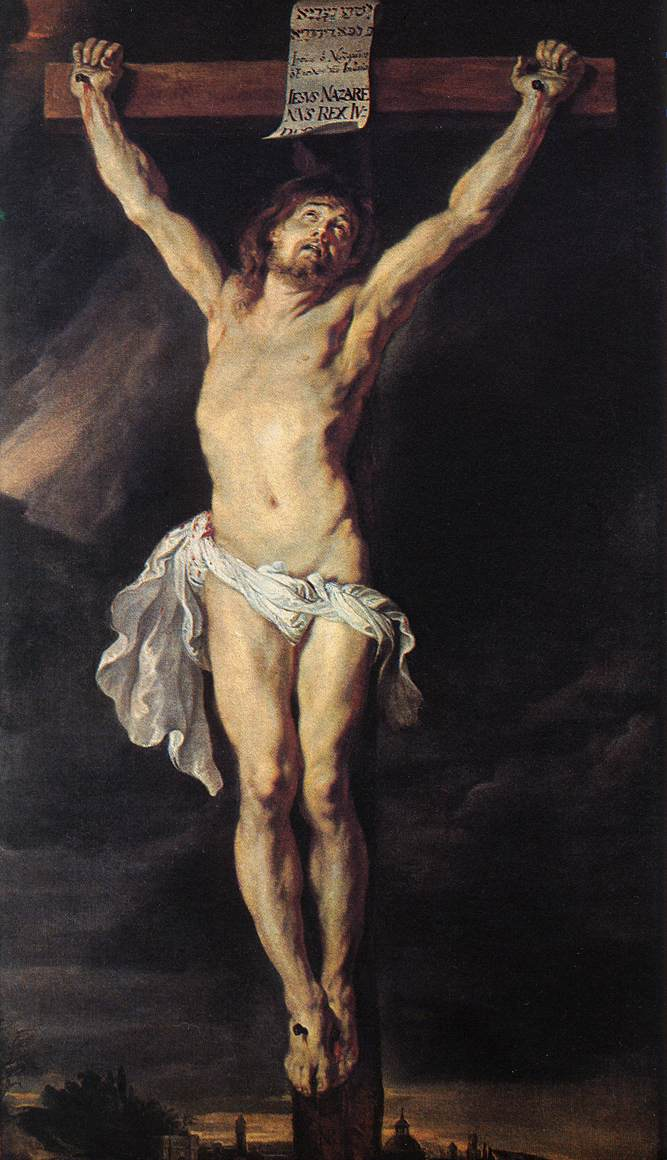
Cristo crocifisso (Rubens)

## Introduzione al fenomeno

### Origine biblica
Le prefigurazioni mistiche delle ferite del Cristo sarebbero presenti, secondo l'interpretazione della Chiesa, già in testi dell'Antico Testamento: nella sezione più antica del Libro dei Salmi, e nei libri dei profeti Isaia e Zaccaria:
Queste profezie risultano corrispondenti alle narrazioni evangeliche della Passione, secondo le quali i discepoli di Gesù poterono verificarle non tanto durante il supplizio di Gesù, quanto piuttosto nelle sue apparizioni come risorto. Un importante passo sulle stigmate proviene dal Vangelo di Giovanni, nel brano in cui si narra dell'incredulità di San Tommaso:
A questa domanda Gesù risponde:

### Caratteristiche delle stigmate
I casi noti di stigmatizzati mostrano spesso le cinque Sante Piaghe inflitte a Gesù, secondo i Vangeli, durante la Crocifissione: mani e piedi forati, costato trapassato. Alcuni santi stigmatizzati mostrano anche ferite sul capo simili a quelle causate dalla corona di spine, come santa Rita da Cascia. Altre stigmate riportate includono lacrime o sudore di sangue (riferimento a Lc 22,44), e ferite sulla schiena come da flagellazione. Sono ricordati nella letteratura anche rari casi di stigmate luminose, come ad esempio quelle di santa Caterina de' Ricci., oppure casi di stigmate invisibili, come quelle di santa Maria Faustina Kowalska. Si riportano anche casi di stigmate divenute invisibili a seguito di un'espressa preghiera dello stigmatizzato.
Le stigmate mostrano un sanguinamento ricorrente, a tratti assente, spesso presente nel ricevere l'Eucaristia. Le ferite visibili restano fresche e senza infettarsi per lunghi periodi di tempo. In alcuni casi, il sangue emana un profumo noto come "odore di santità". Le stigmate stesse sono ritenute un segno visibile della sanità di una persona,  della speciale grazia divina e dell'amore di Dio per le creature umane particolarmente sante.
Le stigmate sono spesso accompagnate anche da estasi mistica, in particolare fra il giovedì ed il venerdì pomeriggio.

### Le cause
Nel tentativo di spiegare l'origine del fenomeno stimmatico nei soggetti umani, sono state formulate molte ipotesi, raggruppate in tre tipi:
- fenomeno mistico
- fenomeno patologico
- frode volontaria

#### Mistica
Nella teologia e mistica cristiana il soggetto riceve le stimmate quando entra (per grazia divina, indipendente dalla sua volontà) in uno stato di perfetta unione con Gesù sofferente, fino a identificarsi fisicamente con lui. Si deve notare che la manifestazione visibile delle stimmate sul corpo del soggetto non è l'unico caso affermato dalla dottrina; innumerevoli i casi di stimmate "nascoste" o "invisibili" riconosciute dalla Chiesa e descritti anche nell'agiografia, condizioni mistiche in cui il soggetto si sente egualmente unito con Gesù, sente in sé tutte le sue sofferenze e rivive intimamente la sua passione, senza che tutto ciò si manifesti fisicamente sul suo corpo. Sebbene questo fenomeno segni profondamente la dottrina cristiana, permangono a tutt'oggi molti dubbi sulla loro genesi. Dalle prime manifestazioni ascritte a San Francesco d'Assisi, l'interpretazione di queste manifestazioni, ritenute come la trasposizione sulla carne delle ferite inferte a Gesù sulla croce, è sempre vissuta nel contrasto tra la venerazione e l'accusa di superstizione. Molti santi stigmatizzati hanno sperimentato forti sospetti e isolamento, sottoposti a un controllo attento.
La Chiesa cattolica non si è mai pronunciata definitivamente di fronte a queste manifestazioni limitandosi a indagare singolarmente i soggetti che se ne dicevano portatori. Padre Agostino Gemelli, presidente dal 1937 al 1959 della Pontificia Accademia delle Scienze, asserì, nel contesto delle sue indagini su padre Pio, che San Francesco d'Assisi doveva essere considerato il solo stigmatizzato della storia cristiana, ovvero il solo in cui si potesse dimostrare un'origine divina di queste manifestazioni, pur non avendo alcuna prova scientifica e contraddicendo l'agiografia ecclesiastica. La Chiesa infatti riconosce apertamente vari stigmatizzati.

#### Spiegazioni scientifiche
Alcune ricerche attribuiscono le stigmate a cause di origine isterica o collegate a disturbi dissociativi di identità, in particolare alla combinazione di costrizione alimentare, stati mentali dissociativi e di auto-mutilazione, nel contesto di un credo religioso. Secondo queste ricerche, anoressie nervose presenterebbero spesso casi di auto-mutilazione simili alle stigmate come parte di un rituale tipico di un disturbo ossessivo compulsivo. Una relazione tra fame e auto-mutilazione è stato segnalato tra i prigionieri di guerra e durante le carestie. Uno studio psicoanalitico di Teresa Neumann ha suggerito che le sue stimmate possano essere il risultato di sintomi post-traumatici di stress espressi tramite automutilazioni inconsce.
Nel suo "Stigmate: un fenomeno medievale in età moderna", Edward Harrison indica, in uno studio di casi contemporanei, di non aver trovato prove che le stigmate siano di origine soprannaturale. Egli afferma che alcuni soggetti si siano stigmatizzati nel tentativo di soffrire con Cristo, come una forma di pietà, e altri accidentalmente, e che le loro manifestazioni sono state considerate erroneamente come stimmate. Harrison ha osservato che negli stigmatizzati il rapporto uomo-donna, che per molti secoli era stato dell'ordine di 7 a 1, era cambiato nel corso degli ultimi 100 anni in un rapporto di 5:4. La comparsa di stigmate è stata da lui correlata a momenti in cui storicamente la questione dell'autorità emergeva nella Chiesa. Inoltre ha affermato che solo nel secolo scorso sono stati stigmatizzati sacerdoti.
Dalle registrazioni dei disturbi fisici di San Francesco, il Dr. Edward Hartung ha affermato nel 1935 che questi erano attribuibili a problemi di salute. Hartung credeva che egli avesse una malattia dell'occhio nota come tracoma, oltre alla malaria quartana. Quest'ultima patologia coinvolge fegato, milza e stomaco, e causa dolore intenso alla vittima. Una complicazione della malaria quartana è un'emorragia di sangue nella pelle che si verifica di solito simmetricamente, così che ogni mano e piede ne sono colpiti in ugual misura. Se questo fosse il caso di San Francesco, sarebbe stato afflitto da ecchimosi che quindi appaiono come una ferita aperta come quella di Cristo.

## Casi specifici
Nel corso dei secoli scorsi la storia odierna, e in particolar modo quella religiosa, ci ha presentato numerosi soggetti a cui si sarebbero manifestate le stigmate. Essi sono primariamente associate alla Chiesa cattolica, poiché molti santi stigmatizzati sono membri di ordini religiosi cattolici. Inoltre studi recenti stimano che oltre l'80% dei santi stigmatizzati sono donne.
Alla fine dell'Ottocento Antoine Imbert-Gourbeyre, un neurologo francese, in uno studio analitico elencò 322 stigmatizzati, basandosi sugli Acta Sanctorum e sugli archivi ecclesiastici. Studi più recenti hanno aggiornato questo dato portando il numero delle persone stigmatizzate a 400 circa, di cui solamente un piccolo numero viene considerato santo e risulta canonizzato.
Secondo uno studio del teologo francese Joachim Bouflet, gli stigmatizzati del XX secolo furono circa 200. La maggior parte di essi ha raggiunto tranquillamente la terza età, malgrado le stigmate. Il record di longevità spetta a Marie-July Jahenny, scomparsa nel 1941 a 91 anni. Al 1997, i santi con le stigmate canonizzati dalla Chiesa erano appena 7.

### San Paolo

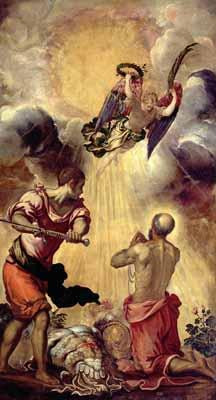
Esecuzione di san Paolo (Tintoretto)

Il primo ad usare questo termine per simboleggiare la sua appartenenza a Gesù fu san Paolo nella Lettera ai Galati (D'ora innanzi nessuno mi procuri fastidi: difatti io porto le stigmate di Gesù nel mio corpo).. Nella stessa lettera, l'apostolo afferma:
Tuttavia si considera che le stigmate di san Paolo siano in particolare i molti segni ricevuti dalle mani dell'uomo durante i suoi viaggi:

### San Francesco d'Assisi

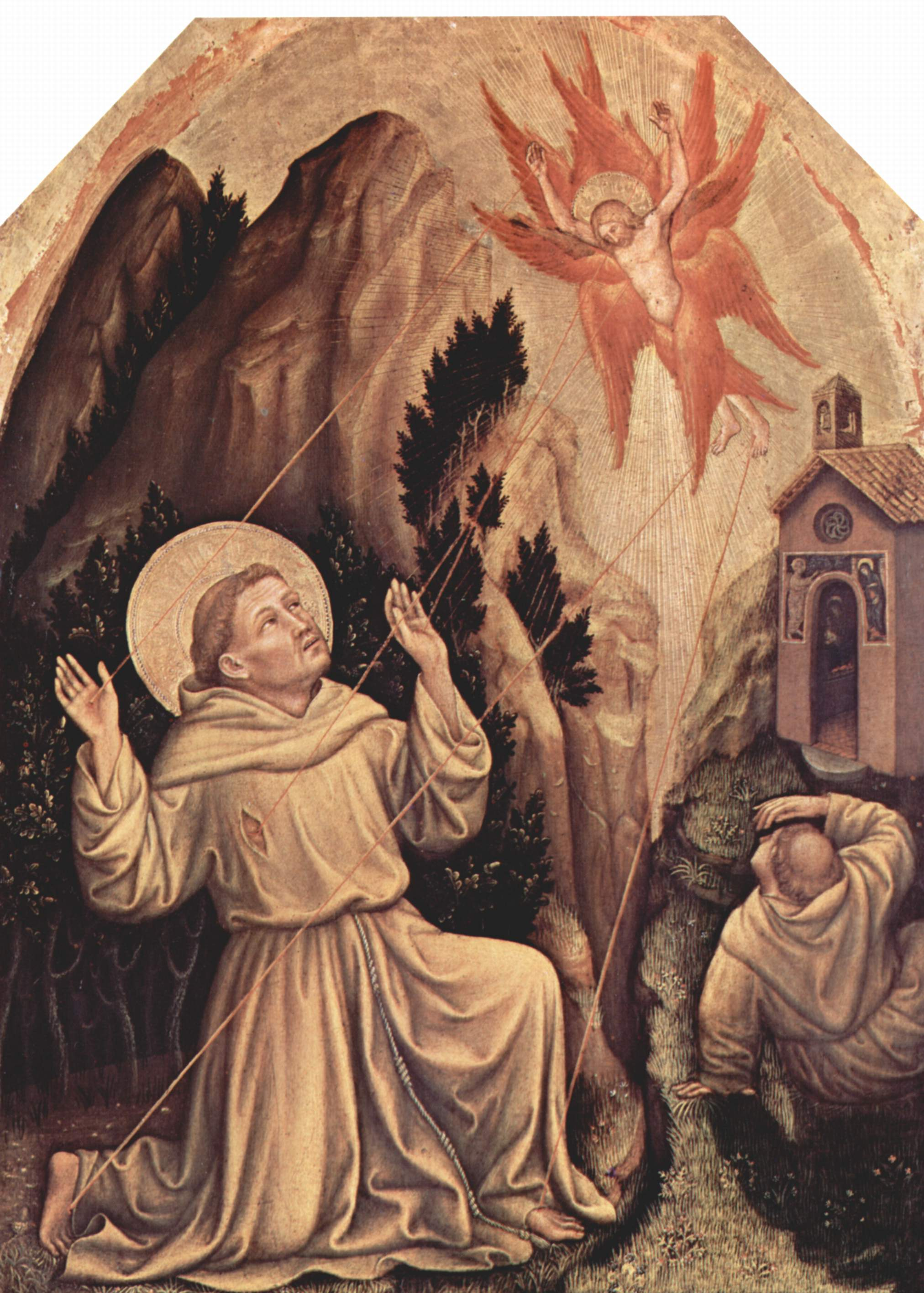
Stimmate di San Francesco, Gentile da Fabriano, tempera su tavola.

Per la storiografia religiosa ufficiale il primo uomo a manifestare questi segni viene considerato San Francesco d'Assisi.
Secondo le agiografie, il 14 settembre 1224, due anni prima della morte, mentre si trovava a pregare sul monte della Verna (luogo su cui in futuro sorgerà l'omonimo santuario), Francesco ebbe una visione al termine della quale gli erano comparse le stigmate: «sulle mani e sui piedi presenta delle ferite e delle escrescenze carnose, che ricordano dei chiodi e dai quali sanguina spesso». Sempre in questi testi si dice che il santo al fianco destro aveva una ferita, come quella di un colpo di lancia. Fino alla sua morte, comunque, Francesco cercò sempre di tenere nascoste le sue ferite.

### Santa Caterina da Siena

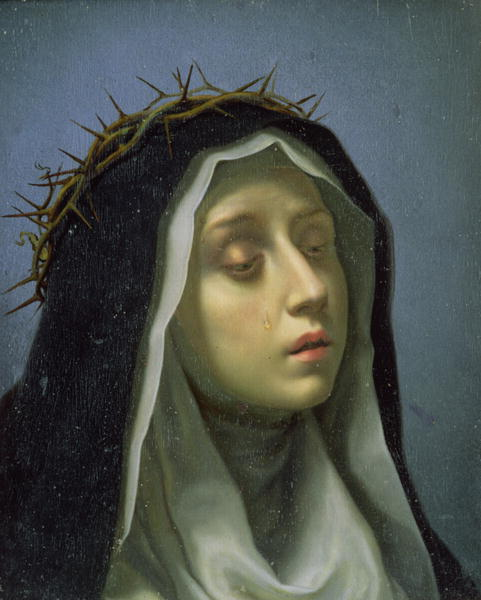
Santa Caterina da Siena (Dolci)

La santa e Dottore della Chiesa avrebbe ricevuto le stimmate a Pisa, nella chiesa di Santa Cristina, il 1º aprile 1375, ma esse sarebbero divenute visibili solo al momento della sua morte.
Ben trentaquattro papi si occuparono delle stigmate della santa. Esse causarono una disputa fra i francescani e i domenicani, poiché papa Pio II le menzionò chiaramente nella bolla di canonizzazione del 1461, ma papa Sisto IV, francescano, non volle riconoscerle.
Infine, nel 1630, papa Urbano VIII confermò la validità delle stigmate di santa Caterina, e papa Benedetto XIII istituì la sua festa liturgica il 1º aprile proprio per ricordare questo evento.

### Santa Caterina de' Ricci
Secondo le testimonianze, la santa domenicana riviveva la Passione del Signore ogni settimana, dal mezzogiorno del giovedì fino alle quattro del venerdì. Durante questi eventi, i presenti potevano scorgere sul suo corpo i segni della flagellazione e della crocifissione.

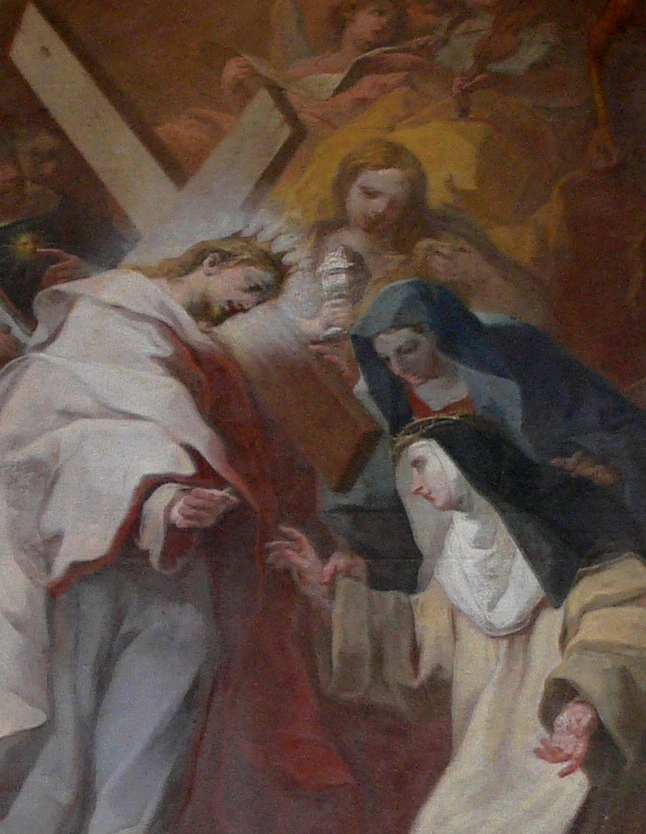
La santa stigmatizzata (dipinto di F. J. Spiegler)

Il 14 aprile 1542 ricevette le stigmate delle Cinque Piaghe, e successivamente anche quelle della corona di spine. Secondo i racconti, le cinque ferite erano luminose.
I segni rimasero visibili sul suo corpo incorrotto, che riposa nella basilica dei Santi Vincenzo e Caterina de' Ricci, a Prato.
Nel 2003, papa Giovanni Paolo II ricordò le stimmate di santa Caterina:
(Giovanni Paolo II)

### Santa Teresa d'Ávila

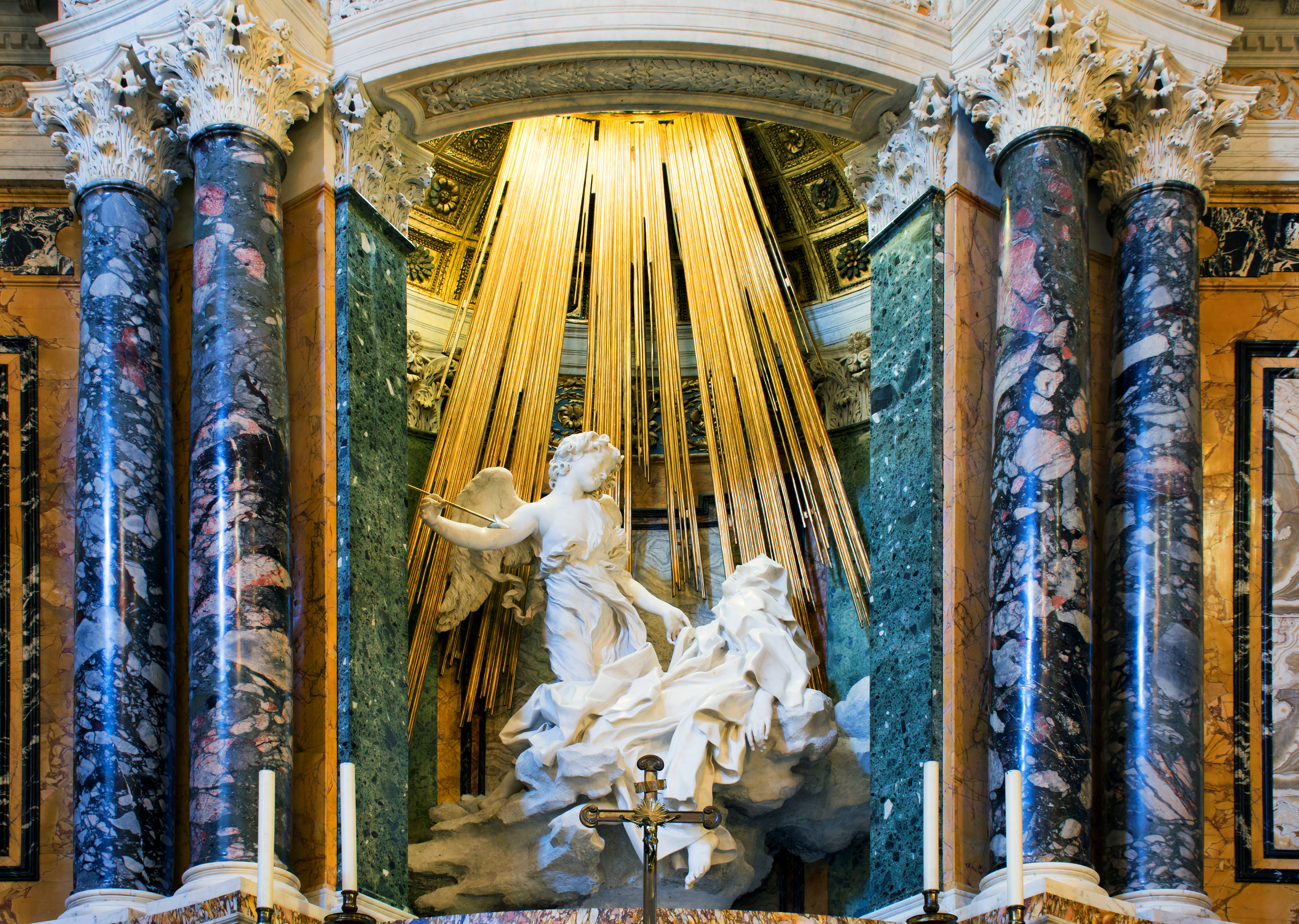
Gian Lorenzo Bernini, Estasi di Santa Teresa d'Ávila (1647–1652), Roma, Chiesa di Santa Maria della Vittoria

Sul cuore della Santa, conservato in una teca ad Alba de Tormes, in Spagna, è possibile osservare delle ferite. Dopo la morte fu sottoposta ad autopsia: fonti del tempo sostengono che avvenne un evento miracoloso in quanto, estrattole il cuore, furono osservate proprio le ferite che ella aveva descritto (attribuibili secondo la Chiesa alla Transverberazione), di cui una di dimensioni superiori a 5 centimetri.
(Vita, cap. XXIX, n. 13)

### San Carlo da Sezze
Fratello laico dell'Ordine dei Frati Minori Riformati, Carlo da Sezze (1613-1670) ricevette le stigmate nel 1648 nella chiesa di San Giuseppe a Capo le Case, a Roma. Secondo il suo racconto, durante la Santa Messa, al momento dell'elevazione, vide scaturire un raggio dall'ostia, che lo colpì nel cuore, procurandogli un grandissimo dolore. Successivamente si trovò una piaga sul petto a forma di croce. Alla sua morte, venne ordinata l'autopsia del petto e si scoprì una piaga che attraversava il cuore e altri segni, dichiarati miracolosi da tredici medici, di cui sette incaricati dalla Congregazione dei Riti.
Nel 2004 il cardinale José Saraiva Martins, allora prefetto della Congregazione per le Cause dei Santi, ricordò come Carlo da Sezze sia l'unico santo ad aver ricevuto le stigmate direttamente dall'Eucaristia:
(Cardinale José Saraiva Martins)

### Santa Rita da Cascia

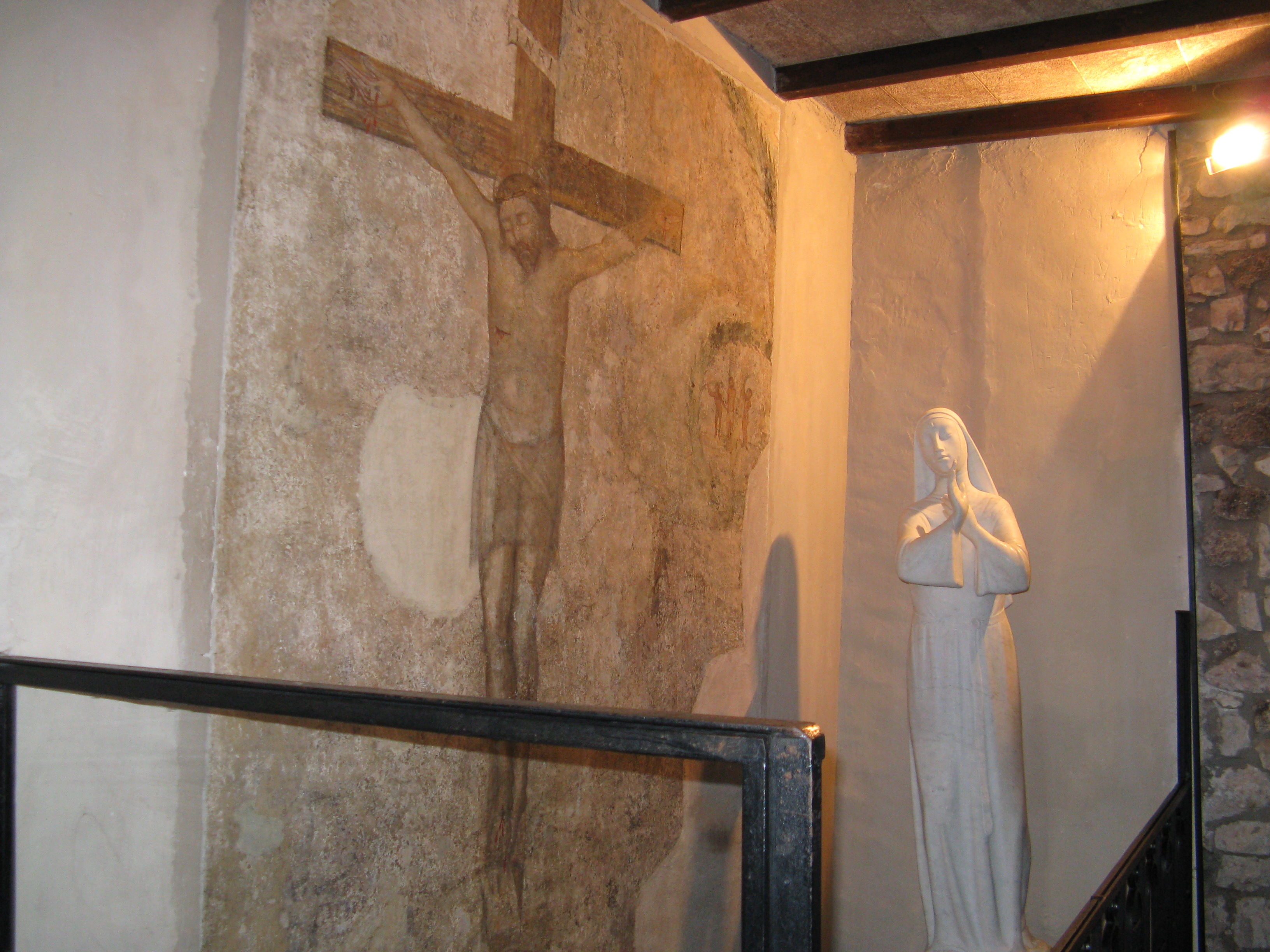
Crocifisso dinanzi a cui santa Rita avrebbe ricevuto le stigmate

Un tipo particolare di stigmate si sarebbe verificato nel caso della Santa e mistica agostiniana.
Nel 1432, mentre era assorta in preghiera davanti a un crocifisso dipinto, avendo chiesto al Signore di partecipare alle sofferenze della Passione, una delle spine della corona di Cristo le si sarebbe conficcata nella fronte, arrecandole atroci dolori.
I segni della ferita sono tuttora visibili, come è stato riscontrato nelle ricognizioni del corpo avvenute nel corso dei secoli, l'ultima nel 1972.

### Santa Maria Maddalena de' Pazzi
Santa Maria Maddalena de' Pazzi entrò in convento molto giovane: ebbe, oltre a estasi e rivelazioni, il dono delle stigmate invisibili.

### Santa Veronica Giuliani

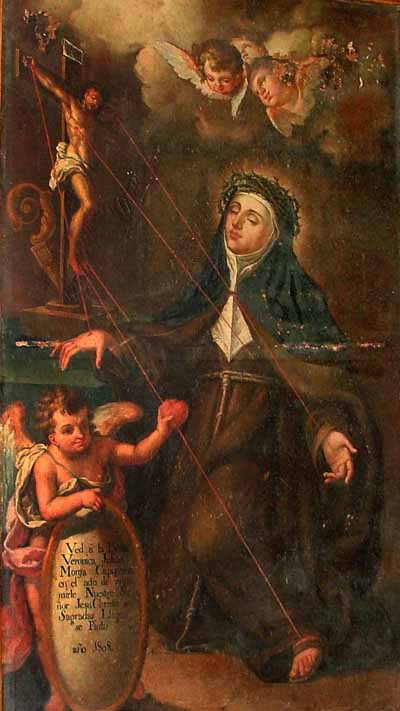
Dipinto settecentesco raffigurante santa Veronica Giuliani mentre riceve le stimmate

Religiosa mistica a cui la Chiesa riconosce grandi carismi spirituali, la Santa annotò nel suo diario di aver ricevuto le stigmate il Venerdì Santo del 1697:
Alla sua morte il vescovo di Città di Castello, Alessandro Codebò, chiese ai medici Giovanni Francesco Bordiga e Giovanni Francesco Gentili di effettuare l'autopsia del cadavere, e questi annotarono di un cuore «trafitto da parte a parte», mentre sulle pareti dei ventricoli riscontrarono i segni della Passione, così come descritti e disegnati da Veronica Giuliani per ordine del confessore: la croce, la lancia, le tenaglie, il martello, i chiodi, il flagello e la colonna della flagellazione.

### Santa Maria Francesca delle Cinque Piaghe
Anna Maria Rosa Gallo, venerata come santa Maria Francesca delle Cinque Piaghe. Secondo i suoi seguaci, la donna possedeva il carisma della profezia. Pare anche che abbia predetto, molti anni prima, l'evento della Rivoluzione francese. Era considerata stigmatizzata come San Francesco e ogni venerdì e per tutta la durata della Quaresima riferiva di avvertire i dolori della Passione di Cristo.

### Santa Faustina Kowalska

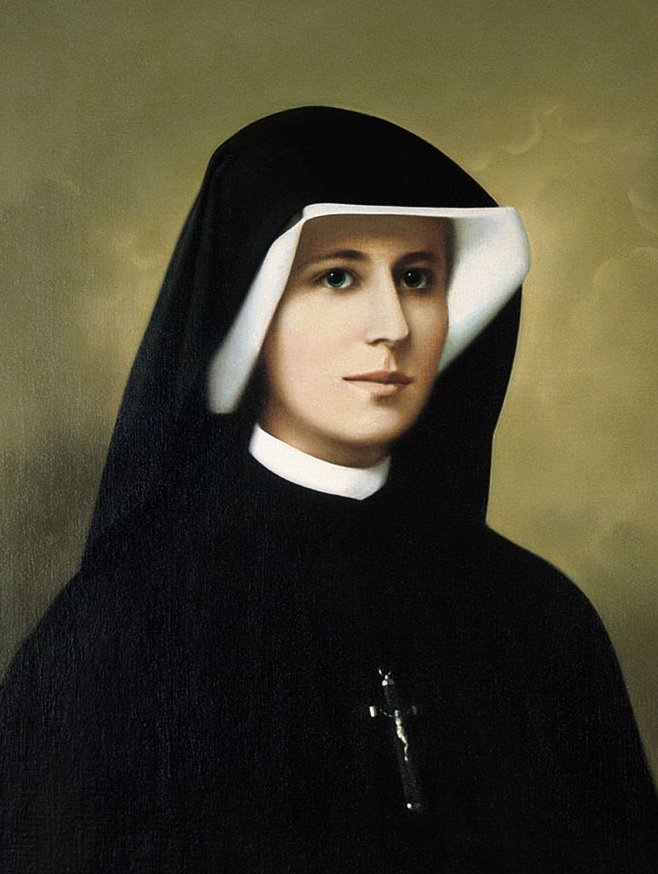
Santa Faustina Kowalska

Santa Faustina Kowalska, l'apostola della Divina Misericordia, durante gli anni della sua vita religiosa avrebbe avuto grazie straordinarie: rivelazioni private, visioni, il dono dell'ubiquità e di leggere nelle anime, il dono della profezia e quello del fidanzamento e dello sposalizio mistico, inoltre avrebbe ricevuto anche le stigmate nascoste, come segno di partecipazione alla Passione di Gesù.

### Santa Gemma Galgani

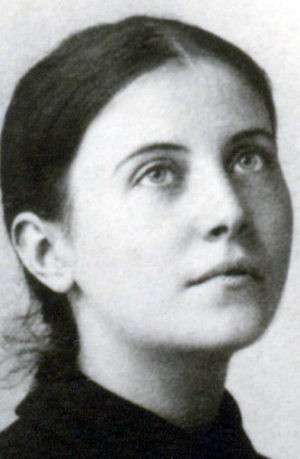
Santa Gemma Galgani nel 1901

Secondo quanto riportato nel suo Diario e nell'Autobiografia, Gemma Galgani, nel 1899, dopo avere emesso il voto di castità, ebbe le prime esperienze mistiche.

Descrisse in seguito l'esperienza delle stigmate: l'8 giugno dello stesso anno, vigilia della festa del Sacro Cuore, dopo essere caduta in estasi le apparve Gesù stesso 
Da quel giorno il fenomeno delle stigmate, preceduto dall'estasi, si sarebbe ripetuto ogni settimana, dalla sera del giovedì al venerdì pomeriggio, cessando solo due anni prima della morte, avvenuta nel 1903.

### San Pio da Pietrelcina

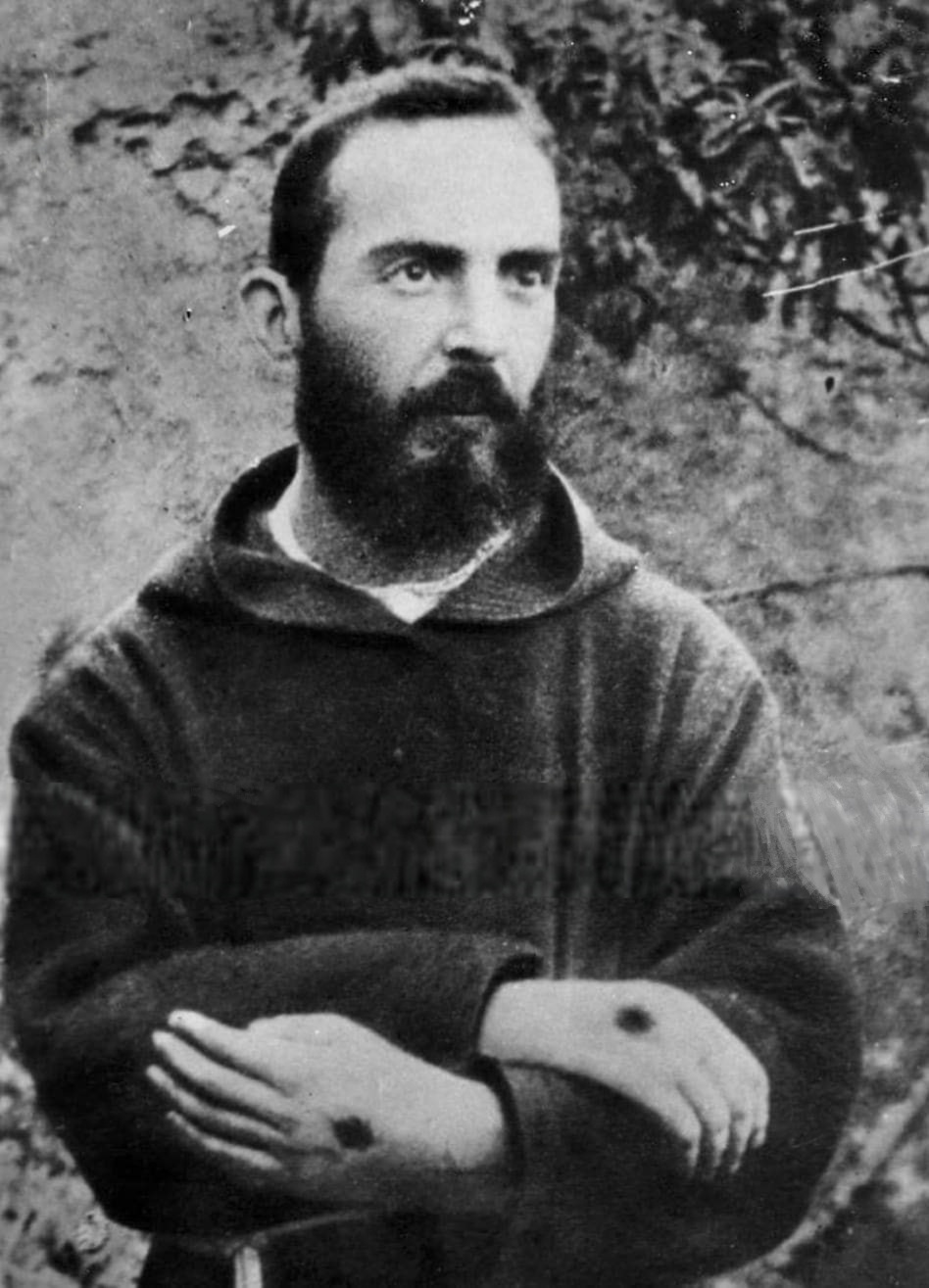
Padre Pio e le stigmate visibili alle mani.

Un caso moderno di stigmatizzazione è quello dei segni portati sul corpo di padre Pio da Pietrelcina, che secondo i resoconti delle biografie, nella sua vita ebbe diverse visioni di Gesù, che lo benedisse con la comparsa di questi segni, benché prima della morte le stigmate di Padre Pio fossero gradualmente scomparse.
Il processo canonico, per la Chiesa, ha sancito definitivamente che le stimmate di padre Pio non avrebbero origine umana, e dunque sarebbero frutto dell'intervento di forze soprannaturali., sebbene padre Agostino Gemelli, senza mai aver avuto modo di visitare il frate perché sprovvisto del permesso scritto del Santo Uffizio, le avesse arbitrariamente definite "derivanti da autosuggestione".
Secondo quanto riportato dallo scrittore Sergio Luzzatto, esistono testimonianze che indicherebbero come il frate "aiutasse" la permanenza di questi segni attraverso l'utilizzo di acido fenico, sebbene altri dottori che sì hanno esaminato padre Pio, come Luigi Romanelli (15-16 maggio 1919) e Giorgio Festa (28 ottobre 1919), hanno affermato che le lesioni non erano superficiali, che non vi era edema o reazione infiammatoria nei tessuti circostanti, e che non erano né prodotto di un traumatismo di origine esterna, né sono dovute all'applicazione di sostanze chimiche potentemente irritanti. Nel 2009 il professor Ezio Fulcheri, docente di anatomia patologica all'università di Genova, dichiara che, secondo la scienza, non esistono sostanze in grado di tenere aperte le ferite per cinquant'anni, impedendone la naturale evoluzione, senza complicazioni, senza conseguenze per i muscoli, i nervi, i tendini: "Le dita del frate stimmatizzato erano sempre affusolate, rosee e pulite: con ferite che trapassavano il palmo e sbucavano sul dorso della mano, avrebbe dovuto avere le dita gonfie, tumefatte, rosse, e con un'importante impotenza funzionale".
Le "stigmate" di padre Pio non includevano solamente le cinque ferite, ma anche, secondo le testimonianze, segni della flagellazione e segni della coronazione di spine, a volte invisibili, così come la transverberazione del petto

### Beata Anna Katharina Emmerick
Alla Beata Anna Katharina Emmerick, oltre alle stigmate, vengono attribuite altre doti sovrannaturali quali: levitazione, bilocazione, divinazione ed estasi.
Nel suo resoconto La dolorosa Passione del Nostro Signore Gesù Cristo descrive delle visioni avute sulla Passione di Gesù, alcune in modo molto cruento.

### Beata Anna Rosa Gattorno
Religiosa genovese, la beata Anna Rosa Gattorno, nata nel 1831, avrebbe ricevuto nel 1862 il dono delle stigmate occulte.

### María de León Bello y Delgado
Suor María è conosciuta per vari fenomeni, fra cui: levitazioni, estasi, bilocazioni, ipertermie, stigmate e chiaroveggenza.

### Teresa Neumann
Un altro caso è quello della serva di Dio Teresa Neumann, contadina tedesca, che ebbe nelle mani e nei piedi le stimmate, che attribuì alla passione di Gesù. Dall'anno 1926 ogni giovedì, fino alle 15 di ogni venerdì, la Neumann vedeva aprirsi queste misteriose ferite, che versavano copiosamente sangue per poi richiudersi. Il fenomeno durò 36 anni, fino al giorno della sua morte. Il caso fu controverso, in particolare per il verificarsi di altri fenomeni mistici. Nel 1928 padre Agostino Gemelli incontrò la mistica, in qualità di medico e di commissario di papa Pio XI, e dichiarò: "Avendo visitato con la massima attenzione Teresa Neumann, dichiaro che non c'è assolutamente nessuna traccia di isterismo e, naturalmente, che le sue condizioni non sono scientificamente spiegabili".
Alcune fonti riportano che il professor Paul Martini (direttore della clinica medica dell'università di Bonn) l'ha sorvegliata durante alcune ricerche alla fine degli anni venti; questi avrebbe osservato che il sangue iniziava a fluire dalle ferite solo dopo che lui veniva invitato ad uscire dalla stanza dove si trovava la Neumann come se qualcosa "dovesse esser nascosto agli osservatori". Lo stesso Martini dichiarò che un campione di sangue da lui prelevato per un'analisi risultò essere di origine mestruale. Inoltre, il fenomeno del sanguinamento, iniziato nel 1926, proseguì fino alla morte della mistica, avvenuta nel 1962 all'età di 64 anni. I sostenitori dell'autenticità dei fenomeni asseriscono che le ferite, non trattate, non sarebbero mai andate incontro a infezioni.
Altre fonti affermano che le forme delle sue stimmate cambiarono, da rotonde a quadrate, solo dopo che lei era venuta a sapere che i Romani usavano chiodi a base quadra per le crocifissioni.

### Marta Robin
Marta Robin è stata una mistica cattolica francese: colpita da paralisi, ricevette il dono delle stigmate nel 1930.
Le sofferenze della mistica sono descritte nei suoi quaderni.

### Beata Elena Aiello
Elena Aiello è stata una religiosa italiana, fondatrice dell'istituto religioso delle Suore minime della Passione di Nostro Signore Gesù Cristo; si occupò soprattutto dei bambini abbandonati.
Avrebbe ricevuto il dono delle stigmate, dal Venerdì santo al Sabato santo di ogni anno.

### Natuzza Evolo
Natuzza Evolo è stata una mistica italiana: avrebbe ricevuto il dono delle stigmate, durante la Quaresima di ogni anno.

### Santa Margherita Bays
La beata Margherita Bays, terziaria francescana, avrebbe ricevuto le stigmate nel 1854.

### Beata Speranza di Gesù
La beata Speranza di Gesù avrebbe ricevuto, tra i doni mistici, anche le stigmate.

## Il ruolo dell'iconografia religiosa
Siamo abituati a vedere le stigmate come un fenomeno estatico che si localizza anatomicamente sui palmi e/o sui dorsi delle mani dei soggetti portatori. Questa posizione anatomica sembrerebbe storicamente scorretta, perché, in apparenza, una crocefissione in cui i chiodi fossero infissi sui palmi e i dorsi delle mani avrebbe provocato una grande lacerazione nonché frantumazione delle ossa della mano: infatti i tessuti molli e le ossa interessate non sono in grado di reggere il peso del corpo umano. Si è osservato che sul polso, nella parte finale dell'ulna e del radio nell'intercapedine che si collega alla mano esiste un piccolo spazio, definito di Destot, attraverso cui sarebbe estremamente semplice poter inserire un chiodo.
Queste due ossa, che formano gli avambracci, sono infatti disposte in modo da creare una intercapedine naturale attraverso cui venivano conficcati i chiodi per le crocifissioni. I reperti storici dimostrano come nella Palestina romana questa locazione fosse l'unica attraverso cui venivano fatti passare i chiodi di questa atroce condanna a morte; ogni resto umano ritrovato di persona sottoposta al supplizio presenta infatti delle lesioni e delle scheggiature proprio in corrispondenza di queste ossa. Verosimilmente, vera o falsa che sia, anche nella Santa Sindone custodita a Torino al crocifisso si nota la fuoriuscita dei chiodi dalla parte posteriore dei polsi, tra l'ulna e il radio. Al riguardo, una disamina ampia ed articolata, con numerosi riferimenti bibliografici, riguardante gli studi anatomici che hanno asseverato tale collocazione dei chiodi, nonché il loro stesso utilizzo messo in discussione da alcune fonti, è contenuta in Eva Cantarella, I supplizi capitali in Grecia e a Roma, pagg. 190-198, Milano, Rizzoli, 1996 (1991).
La stimolazione meccanica effettuata sul nervo posto nello spazio di Destot porterebbe inoltre ad una flessione del dito pollice sul palmo della mano e infatti anche nell'immagine impressa nella Sindone il pollice non è visibile. Studi anatomici moderni hanno mostrato che i chiodi potevano essere infissi sulla mano, specificamente sulla parte superiore del palmo, con fuoriuscita dalla parte posteriore del polso, in una posizione tale da poter sopportare il peso di un corpo umano e al contempo senza fratturare le ossa della mano.